# لويس إنريكي روميرو
لويس إنريكي روميرو (بالإسبانية: Luis Enrique Romero)‏ هو لاعب كرة قدم مكسيكي، ولد في 10 أبريل 1991.